# Аренда (спорт)

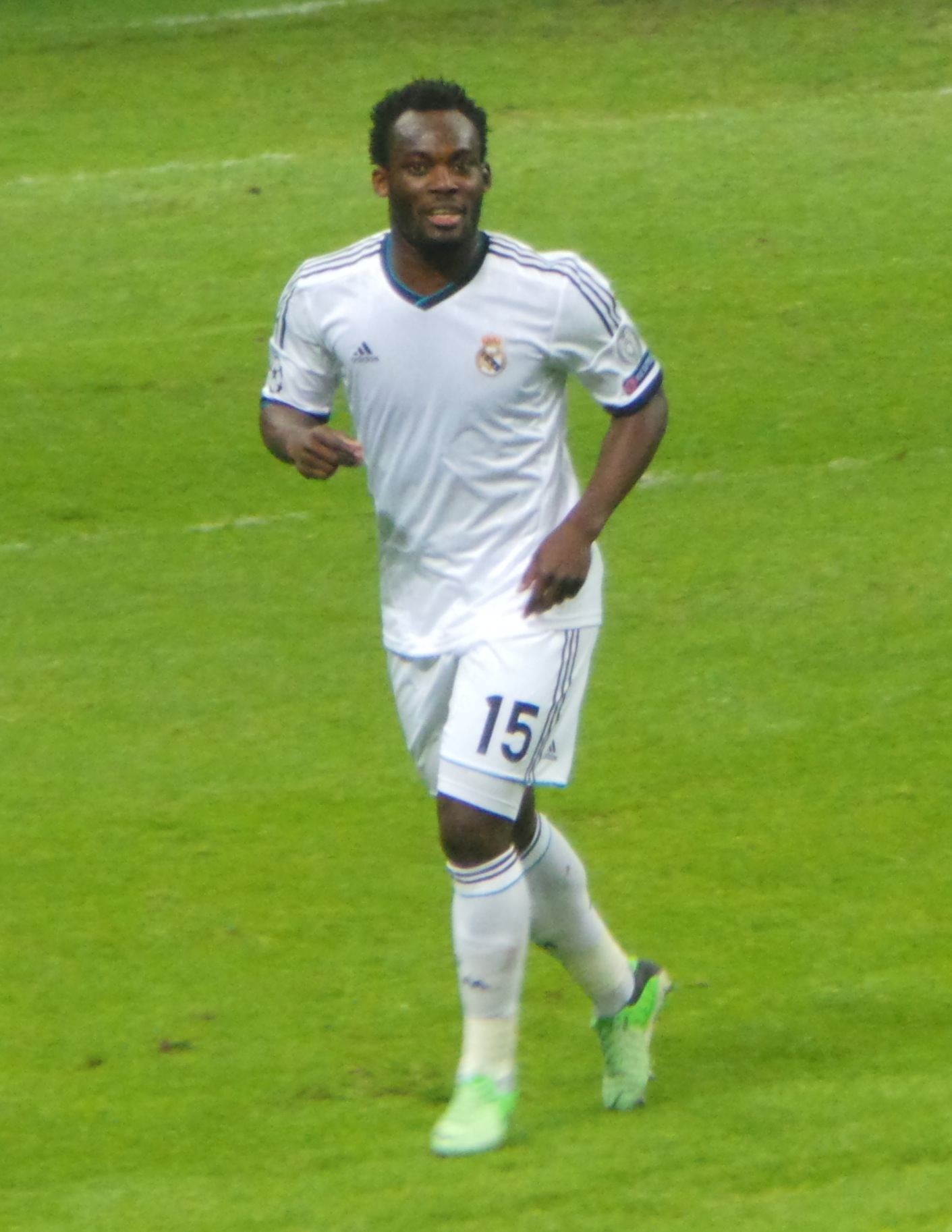
Футболист Майкл Эссьен, принадлежащий клубу «Челси» (Англия), выступающий на правах аренды за клуб «Реал Мадрид» (Испания) в 2013 году

Аренда в спорте — сделка, проводимая как в период, специально отведённый для покупки и продажи игроков (трансферное окно), так и вне его, по условиям которой спортивный клуб (владелец контракта спортсмена) временно позволяет спортсмену выступать за другой клуб на правах аренды. Сделка заключается на заранее установленный срок с соответствующей компенсацией (на денежной или иной основе) клубу-арендодателю. Арендные сделки могут заключаться на различные сроки от отдельного матча до нескольких лет. Выплата заработной платы спортсмена при договоре аренды, в зависимости от особенностей договора, может выплачиваться как клубом арендодателем, так и клубом, который берёт игрока в аренду.

## Основные причины аренды
- Дефицит игровой практики. В командных видах спорта иногда складывается ситуация, когда игрок по тем или иным причинам не проходит в основной состав клуба, чаще это молодые игроки, собственные воспитанники. Для получения игровой практики игроки, не проходящие в основной состав, отдаются в аренду клубам низших дивизионов, в которых они получают возможность прогрессировать[1].

- Дефицит бюджета. При смене тренерского штаба команды иногда складывается ситуация, при которой тот или иной игрок не вписывается в игровую схему нового специалиста и теряет место в основном составе, что не снимает с клуба обязательств по выплате его заработной платы. В таких случаях с целью экономии средств игрок отдается в аренду другому клубу, который видит его в своей игровой схеме и готов оплачивать его труд.[1]

- Желание просмотра спортсмена в условиях активных тренировок и соревнований. В таких случаях, как правило, заключается договор аренды с правом последующего выкупа. Клуб, желая снизить риски ошибки, не приобретает права на спортсмена сразу, а заключает договор, согласно которому имеет возможность ознакомиться с возможностями игрока в деле, после чего уже принять решение либо о его выкупе, либо о не выкупе.[1]

## Ценообразование на рынке аренды
На рынок аренды влияют ряд факторов, среди которых можно выделить:
- требования, предъявляемые федерацией по соответствующему виду спорта в части комплектования состава клубных команд в период проведения соревнований. Если требования жёсткие — цена аренды не высока, если более мягкие и игрок имеет право выступления за новый клуб по ходу сезона и прочие смягчающие моменты — цена выше.[1]
- требования, предъявляемые клубом арендодателем к условиям работы в принимающем клубе. Клуб, дающий игрока в аренду, иногда прописывает в арендном договоре условия выступления игрока в новом клубе. Как пример, в договоре прописывается пункт, согласно которому игрок должен проводить не менее определённого процента игрового времени в каждом матче новой команды. Так же в договоре может быть прописан пункт, согласно которому игроку нельзя выходить на матч против клуба, который отдаёт его в аренду.[1]
- требования, предъявляемые спортсменом к условиям работы в принимающем клубе. При переходах спортсменов из статусных команд в менее статусные, игроки могут попросить повышения уровня заработной платы в новой команде.[1]

## Рекорды
- Самой дорогой арендой в истории футбола считается временное приобретение с правом последующего выкупа Килиана Мбаппе французским «ПСЖ» на сезон у «Монако». В 2017 году парижская команда предложила 45 миллионов евро[2].

- Самой быстрой завершённой футбольной арендой считается трансфер Пако Алькасера 2022 года в эмиратский клуб «Шарджа». С футболистом порвала контракт его новая команда почти сразу после подписания; Пако провёл в аренде 1 день и 16 часов[3]. Через несколько дней контракт с «Шарджой» был снова подписан, однако трансфер уже был полноценным.